# Полька В. Р.
«Полька В. Р.» (фр. Polka de W. R.), без опуса, SR 73.4 — фортепианная транскрипция в две руки русского композитора Сергея Рахманинова, созданная и изданная в 1911 году. Он считал, что написал её на мотив польки своего отца — Василия Рахманинова, что отражено в названии. Как выяснилось позже, в основе адаптации пьеса немецкого композитора Франца Бера «Хохотунья», изданная в России в 1874 году. «Полька В. Р.» посвящена Леопольду Годовскому. Первое известное авторское публичное исполнение состоялось в мае 1922 года в лондонском Куинс-холле. Композитор неоднократно исполнял польку на сцене и оставил несколько записей.   

## Создание
Виртуозная фортепианная транскрипция «Полька В. Р.» написана Сергеем Рахманиновым 11 марта 1911 года. В основу адаптации положена полька, которую любил играть его отец — Василий Аркадьевич (отсюда «В. Р.» — Василий Рахманинов). Он отличался музыкальными способностями, но был легкомысленный, ветреный человек и покинул семью. При этом обладал большим обаянием, склонностью к выдумке, фантазёрству. Считается, что он сумел убедить близких, что является автором пьесы. Через несколько десятилетий выяснилось, что в основе номера Рахманинова лежит шуточная полька «Хохотунья» (Lachtäubchen. Scherzpolka. Ор. 303.) немецкого второстепенного салонного композитора Франца Бера (англ. Franz Behr). Было установлено, что его полька была издана в русском нотном журнале «Нувеллист» (музыкальное приложение к №10, стр.  475—479) в 1874 году под названием «La Rieuse, Polca-Badine». Её начало совпадает с начальным мотивом польки Рахманинова. Предполагается, что в основе польки Бера лежит популярная фольклорная мелодия.  
«Полька В. Р.» впервые появилась без указания опуса в сборнике фортепианных пьес современных русских композиторов, выпущенном московским Российским музыкальным издательством в 1911 году. Была посвящена пианисту-виртуозу Леопольду Годовскому. Автограф пьесы не найден. Композитор неоднократно высказывался не лестно в отношении своей пьесы, считая, что у отца получилось «лучше». Так, в июле 1940 году он сыграл обе польки Борису Шаляпину и поинтересовался его мнением насчёт их художественных достоинств. Шаляпин сказал, что в первой из них мысль выражена яснее, а вторая усложнена. Рахманинов ответил: «— А видите ли, Боря, эту польку сочинил мой отец, и первое, что я вам играл — есть оригинальная версия этой польки, а вторая — аранжировка — это  уже  моя переделка. Да! Оригинальное произведение, если оно хорошо сделано, то добавлять к нему — нечего. Иначе вот и получается то, что вы сказали». 
«Полька В. Р.» написана в тональности ля мажор, размер — 2
4. По мнению музыковеда Веры Брянцевой, выбор адресата посвящения имело для автора дополнительное значение: «Рахманинов, проявляя живое остроумие и тонкую изобретательность в образно-фактурном развитии, непринуждённо вступил в состязание с Годовским, автором многих ставших тогда очень модными, изысканно виртуозных транскрипций». Также, по её наблюдению, игривой польке очень подходит «скерцозный юмор и весь сверкающий виртуозный наряд с блёстками „венского шика“». В ней проявляется менее известная сторона серьёзного композитора, который при этом «любил музыку И. Штрауса и мог подчас до упаду хохотать, слушая „Весёлую вдову“ Легара, тот, который способен был временами, в кругу близких, безудержно веселиться, шутить, поддразнивать, развлекать молодёжь в качестве „тапера“, с азартом затевать игры с детьми».